# Bohuslav Karlík
Bohuslav Karlík (* 25. November 1908 in Prag; † 29. September 1996 ebenda) war ein tschechoslowakischer Kanute.

## Erfolge
Bohuslav Karlík erzielte seinen größten Erfolg bei seiner Teilnahme an den Olympischen Spielen 1936 in Berlin. Auf der Regattastrecke Berlin-Grünau startete er dabei im Einer-Canadier im Rennen über die 1000-Meter-Distanz. Das sechs Kanuten umfassende Teilnehmerfeld schloss er nach 5:36,9 Minuten Renndauer auf dem zweiten Platz ab, womit er hinter dem Kanadier Frank Amyot und vor Erich Koschik aus Deutschland die Silbermedaille gewann. Karlík erreichte 4,8 Sekunden nach Amyot das Ziel, Koschik folgte weitere 2,1 Sekunden später. Bei seiner zweiten Olympiateilnahme 1952 in Helsinki trat Karlík mit Oldřich Lomecký im Zweier-Canadier auf der 10.000-Meter-Strecke an. Unter allen neun startenden Teams erreichten Karlík und Lomecký nach 55:10,9 Minuten als Sechste das Ziel, Sieger wurden die Franzosen Georges Turlier und Jean Laudet in 54:08,3 Minuten.
Bereits 1933 gewann Karlík bei den Europameisterschaften in Prag im Einer-Canadier über 1000 Meter die Silbermedaille. Ein Jahr darauf sicherte er sich in derselben Disziplin in Kopenhagen Bronze. Weitere Medaillengewinne gelangen Karlík außerdem bei Weltmeisterschaften: 1938 belegte er in Vaxholm im Zweier-Canadier mit Jan Brzák-Felix über 1000 Meter den zweiten Platz und wurde mit Brzák-Felix auf der Marathonstrecke über 10.000 Meter Weltmeister. Bei den Weltmeisterschaften 1950 in Kopenhagen wurde er mit Oldřich Lomecký über 10.000 Meter im Zweier-Canadier nochmals Dritter.
Nach seiner aktiven Karriere war Bohuslav Karlík als Kanutrainer tätig.